# 尼代奈
尼代奈（法語：Niedernai，法語發音：[nidɛʁnɛ]）是法国下莱茵省的一个市镇，位于该省南部，属于塞莱斯塔-埃尔什泰因区。

## 地名
前缀“Nieder-”在德语中意为“下”，且该地与奥贝奈（Obernai，前缀“Ober-”在德语中意为“上”）相连。

## 地理
尼代奈（48°26'51"N, 7°30'58"E）面积11.33 平方千米，位于法国大東部大區下莱茵省，该省份为法国大陆部分最东部的省份，是阿尔萨斯的一部分，今与上莱茵省组成了阿尔萨斯欧洲集体，其南至上莱茵省，西南接孚日省和默尔特-摩泽尔省，西接摩泽尔省，北与德国接壤，东侧沿莱茵河与德国相望。
与尼代奈接壤的市镇（或旧市镇、城区）包括：博尔瑟奈姆、戈克斯维莱尔、迈斯特拉蔡姆、奥贝奈、于特奈姆、瓦尔夫、韦斯图斯。
尼代奈的时区为UTC+01:00、UTC+02:00（夏令时）。

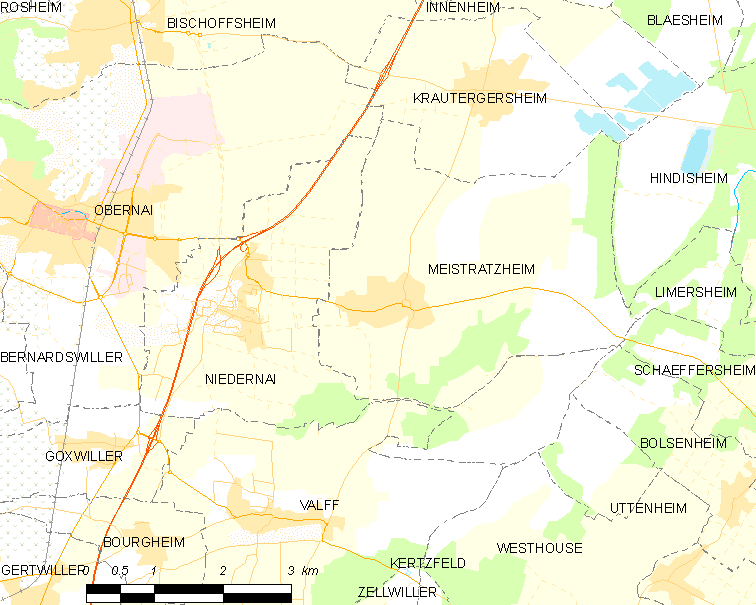
尼代奈的OSM定位图

## 行政
尼代奈的邮政编码为67210，INSEE市镇编码为67329。

## 政治
尼代奈所属的省级选区为奥贝奈县。

## 人口

1962-2008年间尼代奈人口变化图示

尼代奈于2022年1月1日时的人口数量为1239人。